# Rautu (fartyg)
Rautu (tidigare Murman eller Fortral), var en minläggare först kallad T 1 i finländsk tjänst. Rautu övertogs av finländarna 1918. Fartyget kunde ta 14 ton kol.